# Преторийский сельсовет
Преторийский сельсовет — сельское поселение в Переволоцком районе Оренбургской области Российской Федерации.
Административный центр — село Претория.

## История
Статус и границы сельского поселения установлены Законом Оренбургской области от 2 сентября 2004 года № 1424/211-III-ОЗ «О наделении муниципальных образований Оренбургской области статусом муниципального района, городского округа, городского поселения, установлении и изменении границ муниципальных образований».

## Население
| 2010  | 2012  | 2013  | 2014  | 2015  | 2016  | 2017  |
| ----- | ----- | ----- | ----- | ----- | ----- | ----- |
| 1694  | ↘1636 | ↘1601 | ↗1603 | ↘1578 | ↗1581 | ↗1585 |
| 2018  | 2019  | 2020  | 2021  |       |       |       |
| ↘1538 | ↘1503 | ↘1467 | ↘1428 |       |       |       |

## Состав сельского поселения
| № | Населённый пункт | Тип населённого пункта       | Население |
| - | ---------------- | ---------------------------- | --------- |
| 1 | Верхний Кунакбай | село                         | 100       |
| 2 | Камышовка        | село                         | ↘100      |
| 3 | Новомихайловка   | село                         | 80        |
| 4 | Претория         | село, административный центр | ↘1232     |
| 5 | Суворовка        | село                         | ↘96       |
| 6 | Чернозёрка       | село                         | ↘86       |

### Упразднённые населённые пункты
Зеленовка — упразднённое в 1998 году село.